# Готфрід Герман
Готфрід Герман (нім. Johann Gottfried Jakob Hermann; 1772—1848) — німецький філолог і педагог.

## Життєпис
Був професором в Лейпцигу. Володів видатним даром викладача і привертав масу слухачів. Він вніс нові погляди в вивчення грецької метрики, залишивши історичний метод і створивши наукову систему, побудовану на кантівському вченні про категорії (див.: «De metris Graecorum et Romanorum poetarum» Лпц., 1796; «Elementa Doctrinae metricae», 1816). 
Засноване ним же раціональне вивчення грецької граматики мало великий вплив на розвиток латинської та німецької філології.
Вбачаючи в точному знанні мови єдиний спосіб ознайомлення з давнім життям, Герман став засновником критично-граматичної філологічної школи, на противагу філософській школі Бьока.